# Glasbeni klasicizem
Klasicízem je glasbeni slog v evropski resni glasbi. V klasicizmu prevladuje homofonija oz. večglasje. Kronološko ga okvirno umeščamo med letnici Bachove (1750) in Beethovnove smrti (1827), čeprav potekata prehoda iz baroka v klasicizem in iz klasicizma v romantiko dlje časa. Izraz klasicizem v slovenskem jeziku pogosto dvoumno poimenujemo s splošnejšim pojmom klasika, ki ima več pomenov (od starogrške in rimske umetnosti pa do sinonima resnično, lepo, razumljivo, vzorno; za slog ustaljenih značilnosti neke kulture). 
V dobi klasicizma je družbeni razvoj potekal od fevdalizma k meščanstvu, ki se je porajalo kot nov, napredni družbeni sloj in si začelo ustvarjati svoj lastni slog življenja. Ta prehod se je kazal tudi v umetnosti, ki vselej reagira na premike v razvoju človeške družbe. Za razliko od prejšnjih obdobij, ko je bila umetna posvetna glasba izvajana le v zaprtih krogih premožnejšega sloja, je meščanstvo prineslo demokratizacijo z odpiranjem javnih gledališč in koncertnih dvoran. S pridobitvijo novega občinstva je bilo širšemu krogu ljudi omogočeno aktivno sodelovanje pri oblikovanju nove umetnosti. Prvi javni koncerti so se začeli v Londonu leta 1714, v Parizu leta 1725, na Dunaju pa sredi 18. stoletja.
Klasicizem, ki se nanaša na oživitev antičnih idealov, se je najmočneje izrazil v glasbeni umetnosti, ker so druge (predvsem upodabljajoče) umetnosti tovrsten preporod doživele že v renesansi in so se lahko opirale na bogatejšo tradicijo. Glasba antike žal ni ohranjena in zaradi pomanjkanja konkretnih vzgledov je za glasbenike preteklo več časa, kot za tvorce drugih umetniških zvrsti. 
Glasbo, ki je šele s klasicizmom dosegla razmerje med vsebino in obliko, so skladatelji usmerjali k naravni preprostosti, sproščenosti in optimizmu (približno 80 % Mozartove glasbe je napisane v durovi tonaliteti. Trije stebri tega obdobja so skladatelji Mozart, Haydn in Beethoven, obdobje sàmo pa je bilo poimenovano šele po Beethovnovi smrti. Ker so vsi delovali tudi na Dunaju, jih označujemo kot dunajske klasike.
Novi življenjski pogledi porajajoče se meščanske družbe, ki jih je v miselnosti združil Rousseau z geslom »Nazaj k naravi!« so bili med drugim usmerjeni tudi h kulturnemu užitkarstvu. Na vokalnem in vokalno-instrumentalnem področju je izbruhnil odpor proti baročni glasbeni miselnosti, kjer je po vsej Evropi prevladovala italijanska baročna opera z zgodovinskimi in mitološkimi temami. Meščansko občinstvo je želelo na odru videti sebe in svoje probleme tudi v kritični luči. Opera, tedaj najpopularnejša glasbena zvrst, je našla nove obraze v operi buffi (Italija), Siengspielu (Nemčija) in v beraški operi (Anglija). 
Razvile so se tudi nove glasbene oblike: z razvojem sonatnega stavka godalni kvartet in simfonija; svobodne variacije itd.